# Konstantynów (gmina)
Pour les articles homonymes, voir Konstantynów.
Konstantynów est une gmina rurale (gmina wiejska) de la powiat de Biała Podlaska, dans la Voïvodie de Lublin, dans l'est de la Pologne, à la frontière avec la Biélorussie.
Son siège administratif (chef-lieu) est le village de Konstantynów, qui se situe environ 20 kilomètres au nord de Biała Podlaska (siège du powiat) et 113 kilomètres au nord de la capitale régionale Lublin (capitale de la voïvodie).
La gmina couvre une superficie de 87,06 km2 pour une population de 4 065 habitants en 2006.

## Histoire
De 1975 à 1998, la gmina est attachée administrativement à la voïvodie de Biała Podlaska.

Depuis 1999, elle fait partie de la voïvodie de Lublin.

## Géographie
La gmina inclut les villages et localités de :

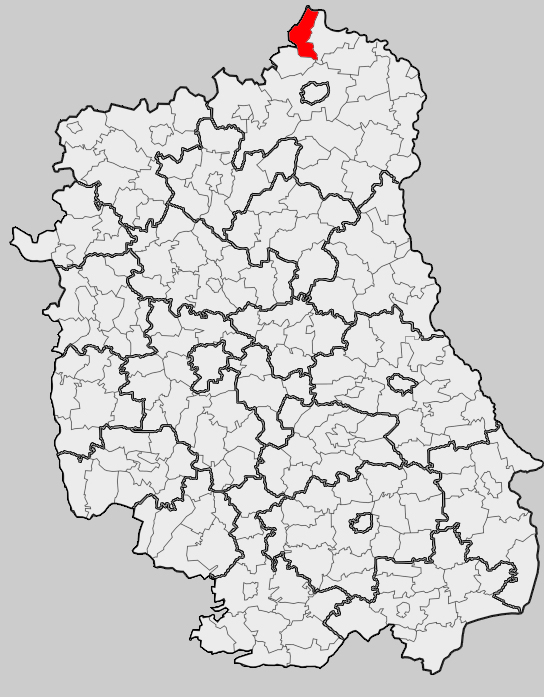
Position de la gmina dans la voïvodie

- Antolin
- Gnojno
- Komarno
- Komarno-Kolonia
- Konstantynów
- Konstantynów-Kolonia
- Solinki
- Wandopol
- Wichowicze
- Witoldów
- Wólka Polinowska
- Zakalinki
- Zakalinki-Kolonia
- Zakanale

### Gminy voisines
La gmina de Konstantynów est voisine des gminy suivantes :
- Janów Podlaski
- Leśna Podlaska
- Mielnik
- Sarnaki
- Stara Kornica

## Structure du terrain
D'après les données de 2002, la superficie de la commune de Konstantynów est de 87,06 kilomètres carrés, répartis comme telle :
- terres agricoles : 69%
- forêts : 25%

La commune représente 3,16% de la superficie du powiat.

## Démographie
Données du 30 juin 2004:
| Description        | Total  | Total | Femmes | Femmes | Hommes | Hommes |
| ------------------ | ------ | ----- | ------ | ------ | ------ | ------ |
| Unité              | Nombre | %     | Nombre | %      | Nombre | %      |
| Population         | 4 124  | 100   | 2 096  | 50,8   | 2 028  | 49,2   |
| Densité (hab./km²) | 47,4   | 47,4  | 24,1   | 24,1   | 23,3   | 23,3   |